# C4H4N2S
化学式C4H4N2S（摩尔质量：112.15 g/mol）可以指：
- 2-巯基嘧啶，CAS号：1450-85-7
- 2-巯基吡嗪，CAS号：38521-06-1
- 二(氰甲基)硫醚，CAS号：5848-75-9
- 3-异硫氰基丙腈，CAS号：18967-32-3
- 咪唑-1-甲硫醛，CAS号：176744-64-2
- 4-乙烯基-1,2,3-噻二唑，CAS号：101541-87-1

|  | 这个同类索引页列出了具有相同分子式的化学物（即同分異構體）条目。 除非您是有意链接至本页，否则应将相应条目的内部链接指向正确的条目。 |